# Gratiola
Gratiola este un gen de plante din familia Plantaginaceae. Majoritatea speciilor sunt cunoscute sub denumirea hedgehyssops. Anterior genul era inclus în familia Scrophulariaceae.
Specii incluse:
- Gratiola amphiantha
- Gratiola aurea
- Gratiola brevifolia
- Gratiola ebracteata
- Gratiola flava
- Gratiola floridana
- Gratiola heterosepala
- Gratiola hispida
- Gratiola neglecta
- Gratiola officinalis
- Gratiola peruviana
- Gratiola pilosa
- Gratiola pubescens  (originară din Australia)
- Gratiola ramosa
- Gratiola virginiana
- Gratiola viscidula